# Mongolsk dødsorm
Den mongolske dødsorm eller mongolske ildorm er en kryptid som er rapporteret at eksistere i Gobiørkenen. Den mongolske dødsorm opfattes generelt som et kryptozoologisk skabning, hvis observationer og rapporter er omdiskuterede eller ubekræftede.

## Beskrivelse
Den mongolske dødsorm er beskrevet som en tyk rød orm, omkring 0,6 til 1,2 meter lang. Den mongolske dødsorms lokale navn er allghoi (eller orghoi) khorkhoi (хорхой), allerghoi horhai eller olgoj chorchoj,

hvilket betyder "blodfyldt tarmorm," fordi den er rapporteret til at ligne en kos tarm. Der findes et antal ekstraordinære påstande fra mongolske lokale – f.eks. at ormen kan udsende en gul gift som er dødelig ved kontakt – og at den kan dræbe på afstand med elektriske udladninger. Den har ingen synlige øjne, åndehuller eller mund. Den hævdes kun at komme frem i de varmeste måneder – juni og juli.
Det skal dog bemærkes at der ikke er nogen anerkendte observationer. Nogle tror at dyret faktisk er et krybdyr, benløst firben, eller leddyr pga. det tørre klima det formodede dyr lever i. Det hævdes at farven gul tiltrækker ormen[kilde mangler].

## Undersøgelser
Hovedundersøgeren af dette dyr er den tjekkiske forfatter Ivan Mackerle, som afslørede (Fate Magazine, June 1996) at den rapporteres at dræbe sine ofre med elektriske stød. Den britiske zoolog Karl Shuker bragte denne information til den engelske offentlighed i sin 1996 bog The Unexplained,

fulgt et år senere af hans omfattende artikel Fortean Studies om emnet, hvilket har forblevet den mest omfattende udgivne dækning af dette mystiske uhyre og som blev genoptrykt i The Beasts That Hide From Man.

Loren Coleman har også inkluderet dette dyr i Cryptozoology A to Z.

En ekspedition i 2005 bestående af Centre for Fortean Zoology og E-Mongol

undersøgte nye rapporter og observationer af dyret. De fandt ingen beviser på dets eksistens, men tror at et sådan dyr kunne eksistere i Gobiørkenen langs den mongolske/kinesiske grænse.
Den seneste ekspedition var en i 2006-2007, ledet af reality-television serien, "Destination Truth" produceret af Mandt Brothers.